# Берклі-Спрінгс (парк штату)
Парк Берклі-Спрінгс (англ. Berkeley Springs State Park) — парк штату в центрі міста Берклі-Спрінгс в окрузі Морган, в штаті Західна Вірджинія, в США. Центральне місце в парку займає історичний мінеральний курорт. Цілющі властивості місцевої води вважаються корисними при захворюваннях шлунково-кишкового тракту і нервової системи. Одним з відвідувачів курорту був Джордж Вашингтон — перший президент США. Берклі-Спрінгс є єдиним державним курортом в США і знаходиться у веденні відділу з природних ресурсів штату Західна Вірджинія.
Курорт був заснований в 1750-х роках. Офіційно він був затверджений колоніальним губернатором Вірджинії лордом Ферфакс в 1776 році. «Римська лазня» — найстаріша громадська будівля в Берклі-Спрінгс, була побудована в 1815 році в стилі федеральної архітектури на місці давнішої лазні, побудованої в 1784 році за проектом Джеймса Ремсі. Колишня лазня складалася з п'яти відділень для купання і роздягальні.
Мінеральна вода в Берклі-Спрінгс з природних джерел, що витікають з піщаного ґрунту при постійній температурі 23,5 градусів за Цельсієм і впадають в струмок Ворм-Спрінгс-Рідж, притока річки Потомак. Вона містить значні кількості сульфатів, нітратів і карбонатів — в основному карбонат магнію. Витрата води коливається від 2 800 до 7 600 літрів в хвилину.
Вода використовується для купання на двох паркових лазнях і для пиття з фонтану у павільйоні XIX століття — «Весняний будинок джентльмена», а також з кожного крана в місті, так як насоси використовуються і для муніципального водопостачання. В даний час лазня включає в себе дев'ять роздільних відділень для купання з ваннами, загальною місткістю в 2 800 літрів води нагрітої до 39 градусів за Цельсієм. Ці ванни відкриті для відвідувачів щодня протягом всього року. У бутильованої вигляді вода поширюється на комерційній основі.
На другому поверсі лазні розташовується Музей Берклі-Спрінгс, заснований в 1984 році. У ньому представлені різні історичні предмети природничого та культурного значення, пов'язані з джерелом і містом. Вхід безкоштовний. Музей відкритий у вихідні дні з березня по грудень.